# Conversione fonetica
La conversione fonetica è una tecnica di memorizzazione dei numeri. Funziona convertendo i numeri in consonanti e, aggiungendo opportunamente delle vocali, trasformarle in parole che si possono ricordare con più facilità di una serie di numeri, in modo particolare usando altre regole mnemoniche.

## Il metodo
Ogni cifra viene convertita in una consonante:
| Num. | Suono        | Lettere        | Esempio                               |
| 0    | sibilante    | S, SC, Z       | sei, esse, zio, ozio, ascia, scia     |
| 1    | dentale      | T, D           | tè, dea, ateo, due, atto              |
| 2    | nasale       | N, GN          | neo, anno, gnè                        |
| 3    | mugolante    | M              | amo, mio, emme                        |
| 4    | vibrante     | R              | ara, re, oro, erre                    |
| 5    | liquido      | L, GL          | ali, lui, aglio, li                   |
| 6    | palatale     | C, G (dolci)   | ciao, oggi, ci, gi, agio              |
| 7    | gutturale    | C, G (dure), K | occhio, eco, chi, qui, ago, gay, acca |
| 8    | labiodentale | F, V           | ufo, uva, via, uffa, avvio            |
| 9    | labiale      | P, B           | boa, ape, oppio, oboe                 |

Per convertire una parola in un corrispondente numerico (e viceversa) vanno rispettate alcune regole:
- Le vocali non corrispondono a nessuna cifra, quindi non vanno considerate;
- Le consonanti doppie vanno considerate come un unico suono;
- Bisogna sempre valutare il suono che la lettera produce. Per esempio, "gl" in "sciogliere" ha un suono liquido, perciò corrisponde a 5, mentre in "glicine" "gl" produce due suoni separati ("g" gutturale e "l" liquida), corrispondenti a 75. Sempre in "sciogliere", "sc" produce un suono sibilante corrispondente a 0, mentre in "scatola" "sc" produce due suoni separati ("s" sibilante e "c" gutturale), corrispondenti a 07.

### Parole di esempio
| 01    | 02    | 03      | 04     | 05     | 06     | 07      | 08     | 09     | 10      |
| ----- | ----- | ------- | ------ | ------ | ------ | ------- | ------ | ------ | ------- |
| Sedia | Zaino | Scimmia | Zorro  | Sella  | Saggio | Secchio | Sofia  | Seppia | Tasso   |
| 11    | 12    | 13      | 14     | 15     | 16     | 17      | 18     | 19     | 20      |
| Dado  | Tonno | Dama    | Toro   | Tela   | Doccia | Tacchi  | TV     | Topo   | Naso    |
| 21    | 22    | 23      | 24     | 25     | 26     | 27      | 28     | 29     | 30      |
| Nido  | Nonno | Nemo    | Nero   | Anello | Noci   | Nico    | Neve   | Nube   | Mazza   |
| 31    | 32    | 33      | 34     | 35     | 36     | 37      | 38     | 39     | 40      |
| Moto  | Mina  | Mamma   | Mare   | Mela   | Micio  | Mago    | Muffa  | Mappa  | Razzo   |
| 41    | 42    | 43      | 44     | 45     | 46     | 47      | 48     | 49     | 50      |
| Radio | Ragno | Ramo    | Orrore | Rullo  | Riccio | Riga    | Rovo   | Arpa   | Lisa    |
| 51    | 52    | 53      | 54     | 55     | 56     | 57      | 58     | 59     | 60      |
| Latte | Lana  | Lama    | Alloro | Lillo  | Luce   | Luca    | Lava   | Lupo   | Gesso   |
| 61    | 62    | 63      | 64     | 65     | 66     | 67      | 68     | 69     | 70      |
| CD    | Cina  | Gemma   | Cera   | Cella  | Ciccia | Cicca   | Ciuffo | Giubba | Cassa   |
| 71    | 72    | 73      | 74     | 75     | 76     | 77      | 78     | 79     | 80      |
| Gatto | Cane  | Gomma   | Cuore  | Gallo  | Cuccia | Cuoco   | Gufo   | Coppa  | Vaso    |
| 81    | 82    | 83      | 84     | 85     | 86     | 87      | 88     | 89     | 90      |
| Vite  | Vino  | Fiume   | Faro   | Foglia | Faccia | Fico    | Fava   | Fibbia | Pizza   |
| 91    | 92    | 93      | 94     | 95     | 96     | 97      | 98     | 99     | 100     |
| Piede | Pane  | Piuma   | Birra  | Palla  | Bici   | Pacco   | Puffo  | Pipa   | Discesa |

| 0   | 1  | 2   | 3   | 4  | 5   | 6    | 7   | 8   | 9   |
| --- | -- | --- | --- | -- | --- | ---- | --- | --- | --- |
| Sci | Tè | Noe | Amo | Re | Ali | Ciao | Oca | Ufo | Ape |

## Storia della conversione fonetica
Il precursore della conversione fonetica fu Pierre Hérigone, un matematico ed astronomo francese che nel libro Cursus Mathematici (1634) descrisse per la prima volta un sistema di memorizzazione nel quale i numeri erano convertiti in lettere e sillabe (1 = p, a; 2 = b, e; 3 = c, i; 4 = d, o; 5 = t, u; 6 = f, ar, ra; 7 = g, er, re; 8 = l, ir, ri; 9 = m, or, ro; 0 = n, ur, ru). Così il numero 314159 veniva convertito nella parola cadator. Il sistema però, con l'uso delle vocali e delle sillabe, rendeva difficoltosa e poco pratica la formazione delle parole, e non ebbe fortuna.
14 anni dopo, nel 1648, Stanislaus Mink von Wennsshein nel libro Relatio Novissima ex Parnassus de Arte Reminiscentiae migliorò il sistema di Hérigone eliminando vocali e sillabe, e raggruppando le consonanti seguendo la fonetica (0=t; 1=b,p,w; 2=c,k; 3=f,v; 4=g; 5=l; 6=m; 7=n; 8=r; 9=s).
Il sistema di Mink von Wennsshein (che viene generalmente indicato come l'inventore della conversione fonetica) fu divulgato dal filosofo e matematico Leibniz. Successivamente fu perfezionato da Richard Grey nel 1730 e dal monaco tedesco Gregor von Feinaigle all'inizio dell''800. Nel 1820 Aimé Paris, uno studioso francese della memoria, gli diede le ultime modifiche: ancora oggi utilizziamo questa versione.
Il prof. Aureli mise a punto una versione adattata per la lingua italiana, apportando alla più diffusa versione internazionale alcune modifiche, in particolare: 4 = (l), 5 = (s), 6 = (b, p), 7 = (r), 9 = (g), 0 = (c).

## Gli usi pratici della conversione fonetica
La conversione fonetica può essere utilizzata per ricordarsi dei numeri di telefono, ad esempio associando a ogni coppia di numeri in "1380867043” delle parole: atomo, vaso, feci, casa e rum. Nella conversione delle date, invece, è utile trovare una parola che sia semplice da associare all'evento (ad esempio 1821, anno della morte di Napoleone, può essere convertito in "defunto").
Questo tecnica di memoria è utilizzabile anche per ricordare costanti matematiche come il pi greco o il numero di Eulero. 
Nel suo diario, Lewis Carroll riferì di aver utilizzato un sistema di conversione fonetica (che aveva personalmente ricavato dalla versione di Richard Grey) per memorizzare il π (pi greco) fino alla settantunesima cifra decimale.
Una nota storiella per ricordare le prime 32 cifre decimali del pi greco (3,14159265358979323846264338327950) è la seguente: (a ogni parola in maiuscolo è associata uno, due o tre numeri)
In generale, è importante legare la frase a qualcosa che parte dall'oggetto stesso da ricordare, per evitare di dover ritrovare la chiave di lettura per la frase mnemonica da utilizzare. 